# Hagenthal-le-Bas
Pour les articles homonymes, voir Hagenthal.
Hagenthal-le-Bas (Niederhagenthal en allemand et en dialecte alsacien) est une commune française située dans la circonscription administrative du Haut-Rhin et, depuis le 1er janvier 2021, dans le territoire de la Collectivité européenne d'Alsace, en région Grand Est.
Cette commune se trouve dans la région historique et culturelle d'Alsace.

## Géographie
Hagenthal-le-Bas est une commune située dans le sud de l'Alsace, dans le Sud-Est du Sundgau, à proximité des frontières avec la Suisse et l’Allemagne, à environ 8 km de Bâle. Elle fait partie du canton de Saint-Louis et de l'arrondissement de Mulhouse. Le hameau du « Klepferhof » appartient à Hagenthal-le-Bas. Le Lertzbach, un affluent du Rhin, passe par ce village. Hagenthal-le-Bas et sa commune voisine Hagenthal-le-Haut forment une seule zone d'habitation. Plusieurs bâtiments sont partagés entre ces deux villages, comme l'église et les écoles.
Les communes voisines de Hagenthal-le-Bas sont Wentzwiller au nord, Buschwiller, Schönenbuch (Suisse) et Hégenheim au nord-est, Neuwiller à l'est, Leymen au sud, Hagenthal-le-Haut à l'ouest et Folgensbourg au nord-ouest.
| Wentzwiller       | Buschwiller      | Schönenbuch ( Suisse) |
| Folgensbourg      | Hagenthal-le-Bas |                       |
| Hagenthal-le-Haut |                  | Neuwiller             |

### Hydrographie

#### Réseau hydrographique
La commune est dans le bassin versant du Rhin au sein du bassin Rhin-Meuse. Elle est drainée par le ruisseau l'Augraben,.
L'Augraben, d'une longueur de 23 km, prend sa source dans la commune de Hagenthal-le-Haut et se jette  dans le Grand canal d'Alsace à Kembs, après avoir traversé sept communes. 

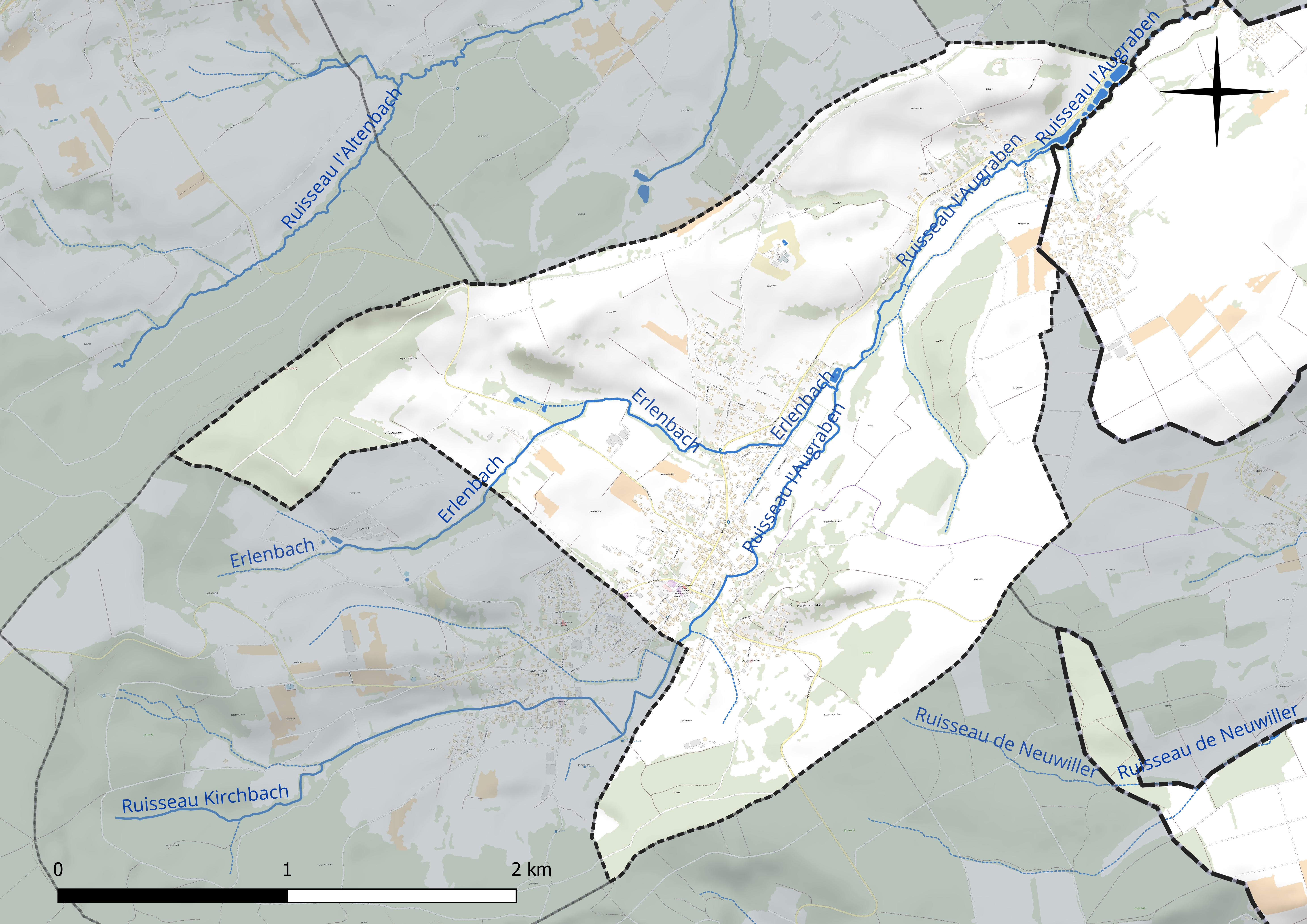
Réseau hydrographique de Hagenthal-le-Bas.

#### Gestion et qualité des eaux
Le territoire communal est couvert par le schéma d'aménagement et de gestion des eaux (SAGE) « Ill Nappe Rhin ». Ce document de planification concerne la nappe phréatique rhénane, les cours d'eau de la plaine d'Alsace et du piémont oriental du Sundgau, les canaux situés entre l'Ill et le Rhin et les zones humides de la plaine d'Alsace. Le périmètre s’étend sur 3 596 km2. Il a été approuvé le 17 janvier 2005. La structure porteuse de l'élaboration et de la mise en œuvre est la région Grand Est. 
La qualité des cours d’eau peut être consultée sur un site dédié géré par les agences de l’eau et l’Agence française pour la biodiversité. 

### Climat
Pour des articles plus généraux, voir Climat du Grand Est et Climat du Haut-Rhin.
En 2010, le climat de la commune est de type climat des marges montargnardes, selon une étude du Centre national de la recherche scientifique s'appuyant sur une série de données couvrant la période 1971-2000. En 2020, Météo-France publie une typologie des climats de la France métropolitaine dans laquelle la commune est exposée à un climat de montagne ou de marges de montagne et est dans la région climatique  Alsace, caractérisée par une pluviométrie faible, particulièrement en automne et en hiver, un été chaud et bien ensoleillé, une humidité de l’air basse au printemps et en été, des vents faibles et des brouillards fréquents en automne (25 à 30 jours). 
Pour la période 1971-2000, la température annuelle moyenne est de 9,6 °C, avec une amplitude thermique annuelle de 17,4 °C. Le cumul annuel moyen de précipitations est de 829 mm, avec 8,8 jours de précipitations en janvier et 9,4 jours en juillet. Pour la période 1991-2020, la température moyenne annuelle observée sur la station météorologique de Météo-France la plus proche, « Bâle-Mulhouse », sur la commune de Saint-Louis à 9 km à vol d'oiseau, est de 11,1 °C et le cumul annuel moyen de précipitations est de 764,3 mm. 
La température maximale relevée sur cette station est de 39,1 °C, atteinte le 13 août 2003 ; la température minimale est de −23,5 °C, atteinte le 6 janvier 1985,,. 
Les paramètres climatiques de la commune ont été estimés pour le milieu du siècle (2041-2070) selon différents scénarios d'émission de gaz à effet de serre à partir des nouvelles projections climatiques de référence DRIAS-2020. Ils sont consultables sur un site dédié publié par Météo-France en novembre 2022.

## Urbanisme

### Typologie
Au 1er janvier 2024, Hagenthal-le-Bas est catégorisée ceinture urbaine, selon la nouvelle grille communale de densité à sept niveaux définie par l'Insee en 2022.
Elle est située hors unité urbaine. Par ailleurs la commune fait partie de l'aire d'attraction de Bâle - Saint-Louis (partie française), dont elle est une commune de la couronne,. Cette aire, qui regroupe 94 communes, est catégorisée dans les aires de 200 000 à moins de 700 000 habitants,.

### Occupation des sols
L'occupation des sols de la commune, telle qu'elle ressort de la base de données européenne d’occupation biophysique des sols Corine Land Cover (CLC), est marquée par l'importance des territoires agricoles (70,4 % en 2018), en diminution par rapport à 1990 (74,8 %). La répartition détaillée en 2018 est la suivante : 
zones agricoles hétérogènes (47,1 %), forêts (17 %), terres arables (14,2 %), zones urbanisées (10,5 %), prairies (5,3 %), cultures permanentes (3,9 %), espaces verts artificialisés, non agricoles (2 %). L'évolution de l’occupation des sols de la commune et de ses infrastructures peut être observée sur les différentes représentations cartographiques du territoire : la carte de Cassini (XVIIIe siècle), la carte d'état-major (1820-1866) et les cartes ou photos aériennes de l'IGN pour la période actuelle (1950 à aujourd'hui).

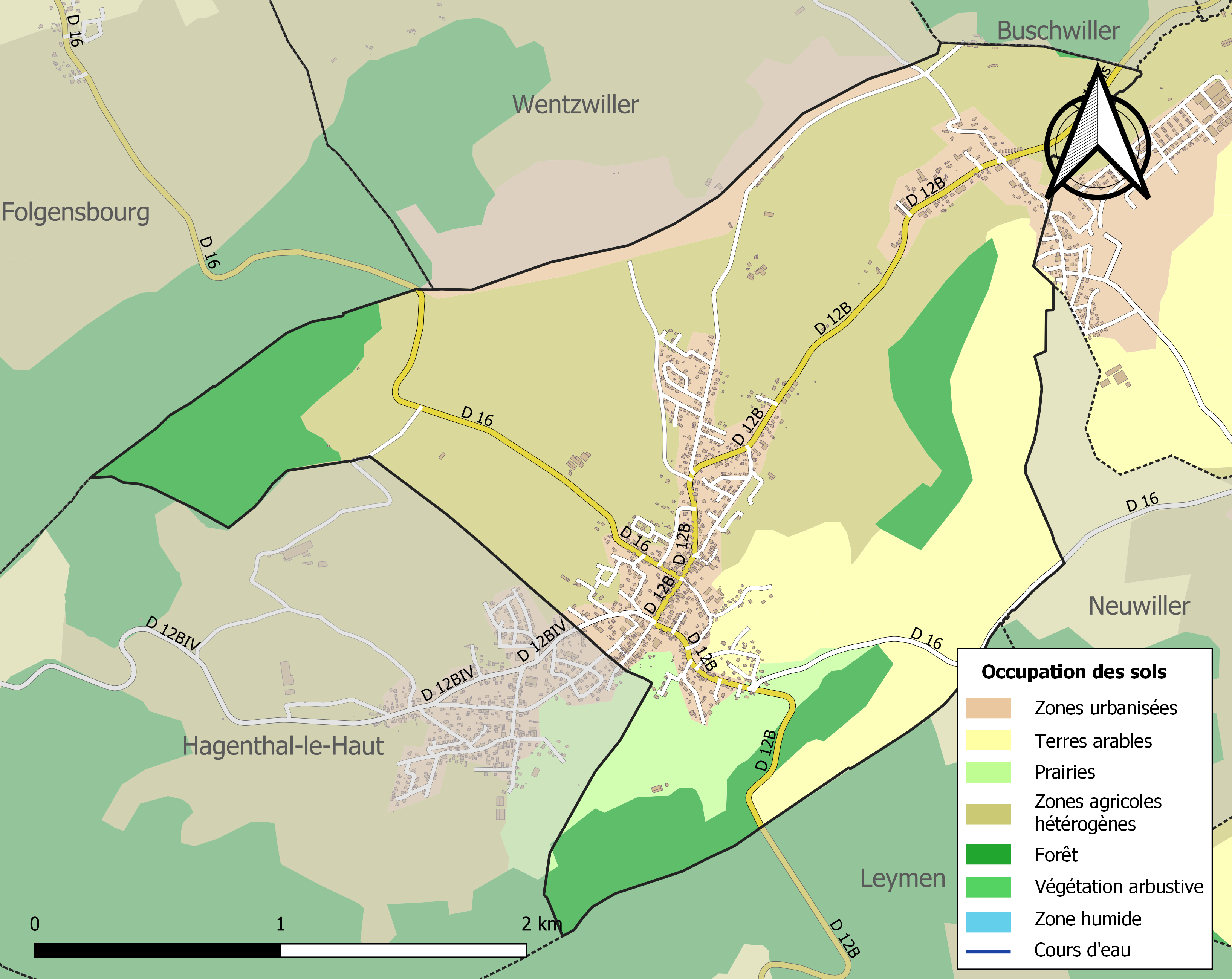
Carte des infrastructures et de l'occupation des sols de la commune en 2018 (CLC).

## Toponymie
En allemand : Niederhagenthal.

## Histoire
Village mentionné pour la première fois en 1105, appartenant au comte de Thierstein ; en 1236, il passe aux mains du comte de Ferrette et est donné en fief aux nobles d'Eptingen en 1455 ; une communauté juive existait à Hagenthal, avec une synagogue et un cimetière.

### Héraldique
| Blason de Hagenthal-le-Bas | Les armes de Hagenthal-le-Bas se blasonnent ainsi : « D'argent au héron au naturel, tenant en son bec un serpent de sinople. » |

## Politique et administration
| Période                                  | Période  | Identité                | Étiquette | Qualité                     |
| ---------------------------------------- | -------- | ----------------------- | --------- | --------------------------- |
| 1977                                     | 1994     | Joseph Immelin          | UDF-CDS   | Agriculteur                 |
| 1994                                     | 2008     | Jean-Pierre Ueberschlag | PS        | Professeur de mathématiques |
| 2008                                     | mai 2020 | François Gasser         | DVD       | Mécanicien auto             |
| mai 2020                                 | En cours | Gilbert Fuchs           |           | Professeur                  |
| Les données manquantes sont à compléter. |          |                         |           |                             |

## Démographie
L'évolution du nombre d'habitants est connue à travers les recensements de la population effectués dans la commune depuis 1793. Pour les communes de moins de 10 000 habitants, une enquête de recensement portant sur toute la population est réalisée tous les cinq ans, les populations de référence des années intermédiaires étant quant à elles estimées par interpolation ou extrapolation. Pour la commune, le premier recensement exhaustif entrant dans le cadre du nouveau dispositif a été réalisé en 2008.

En 2022, la commune comptait 1 371 habitants, en évolution de +11,83 % par rapport à 2016 (Haut-Rhin : +0,66 %, France hors Mayotte : +2,11 %).
| 1793 | 1800 | 1806 | 1821 | 1831 | 1836 | 1841 | 1846  | 1851  |
| ---- | ---- | ---- | ---- | ---- | ---- | ---- | ----- | ----- |
| 812  | 832  | 721  | 869  | 928  | 951  | 962  | 1 016 | 1 063 |

| 1856 | 1861 | 1866 | 1871 | 1875 | 1880 | 1885 | 1890 | 1895 |
| ---- | ---- | ---- | ---- | ---- | ---- | ---- | ---- | ---- |
| 995  | 947  | 936  | 919  | 848  | 815  | 816  | 755  | 726  |

| 1900 | 1905 | 1910 | 1921 | 1926 | 1931 | 1936 | 1946 | 1954 |
| ---- | ---- | ---- | ---- | ---- | ---- | ---- | ---- | ---- |
| 720  | 704  | 703  | 618  | 662  | 705  | 708  | 701  | 692  |

| 1962 | 1968 | 1975 | 1982 | 1990 | 1999  | 2006  | 2008  | 2013  |
| ---- | ---- | ---- | ---- | ---- | ----- | ----- | ----- | ----- |
| 757  | 747  | 814  | 777  | 896  | 1 001 | 1 049 | 1 064 | 1 207 |

| 2018  | 2022  | - | - | - | - | - | - | - |
| ----- | ----- | - | - | - | - | - | - | - |
| 1 215 | 1 371 | - | - | - | - | - | - | - |

## Jumelages
Hagenthal-le-Bas est jumelée avec les villages de Souprosse, Meilhan et Le Leuy (Landes).

## Lieux et monuments
- Cimetière israélite situé à Im Gucker, inscrit au titre des monuments historiques par arrêté du 4 novembre 1992[23],[24].
- Château appartenant aux d'Eptingen[25].
- L'ancien château de la famille d'Eplingen est inscrit au titre des monuments historiques par arrêté du 17 novembre 2010[26].
- Chapelle de l'Exaltation de la Sainte-Croix bâtie en 1842.

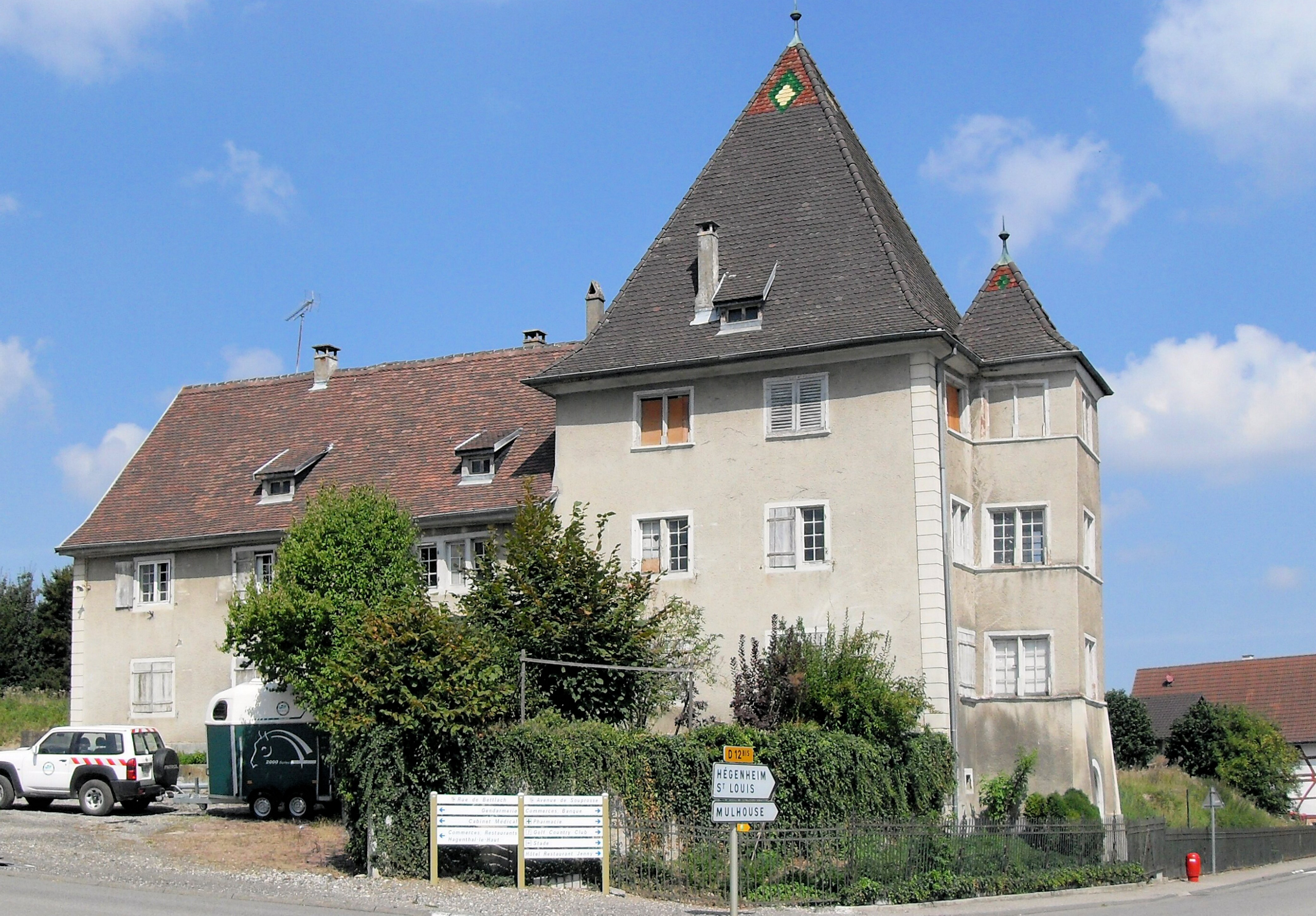
Le château.
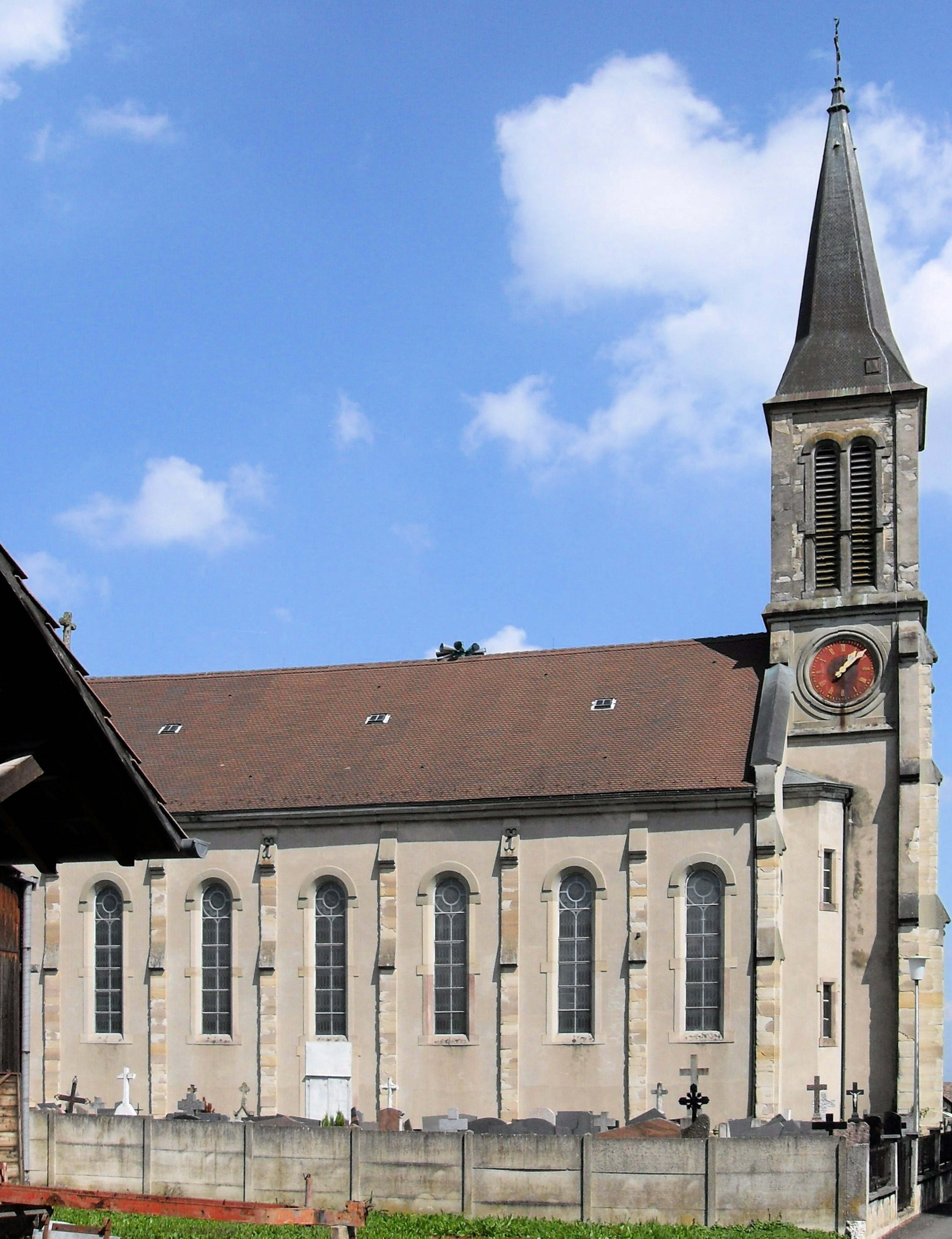
L'église, côté sud-ouest.
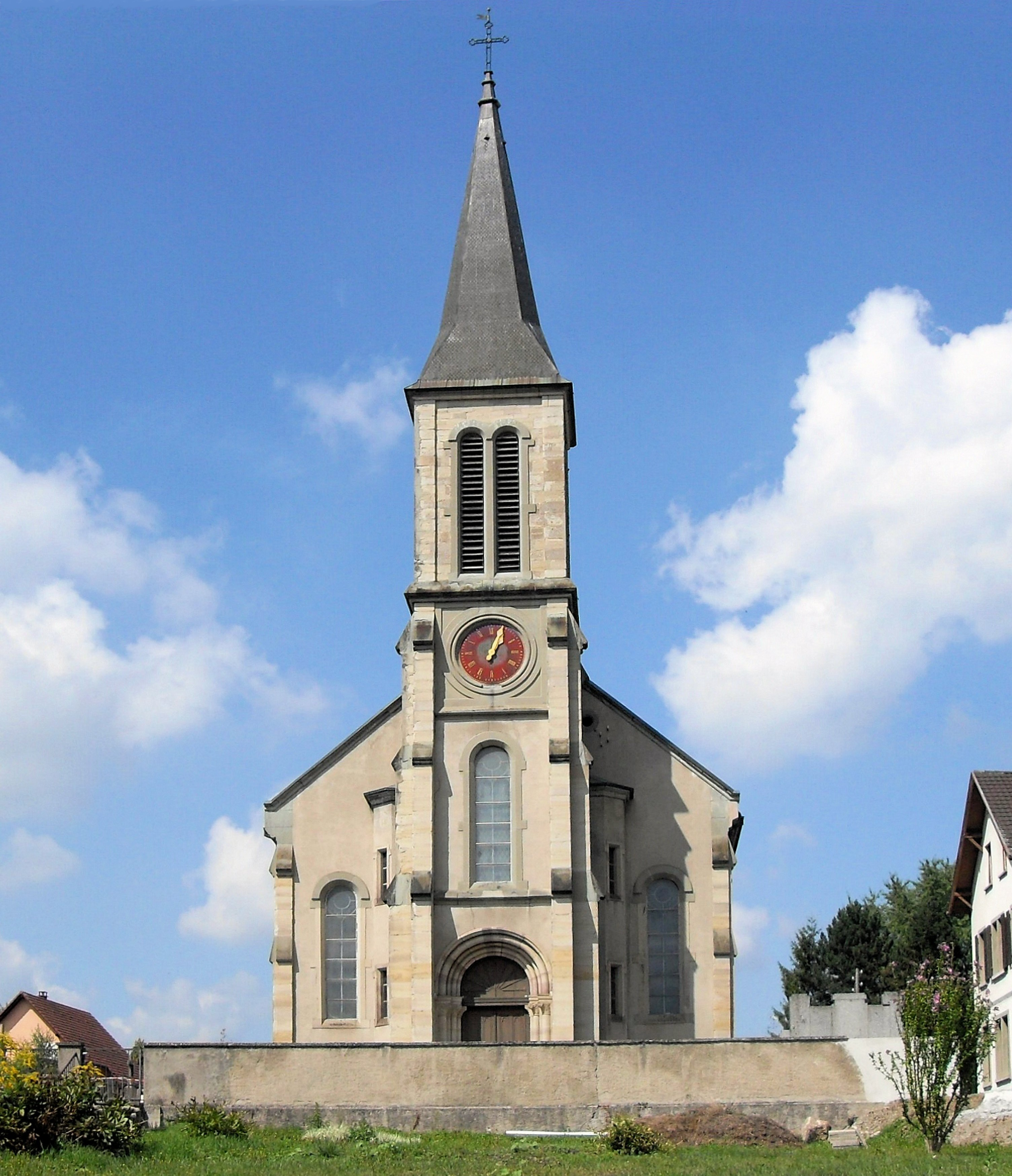
L'église, côté sud-est.

## Personnalités liées à la commune
- Jenny Delsaux (1896-1977), néé Foerster, bibliothécaire à la Sorbonne qui a supervisé la restitution des livres que le régime nazi a spoliés.
- Raphael Ris (aussi : Raphael Ries ; 1728–1813), rabbin et kabbaliste suisse.
- Abraham Ris (aussi : Abraham Ries ; 1763–1834), rabbin suisse.